# Awin
Awin ist ein gemeindefreies Gebiet im Wilcox County im Bundesstaat Alabama in den Vereinigten Staaten.

## Geographie
Awin liegt im Süden Alabamas im Süden der Vereinigten Staaten.
Nahegelegene Orte sind unter anderem Pine Apple (3 km nordwestlich), Oak Hill (14 km nordwestlich), Greenville (24 km östlich), Beatrice (25 km südwestlich) und Georgiana (25 km südöstlich). Die nächste größere Stadt ist mit 205.000 Einwohnern die etwa 75 Kilometer nordöstlich entfernt gelegene Hauptstadt Alabamas, Montgomery.

## Verkehr
Awin liegt unmittelbar an der Alabama State Route 10, die im Osten einen Anschluss an den etwa 25 Kilometer entfernten Interstate 65 sowie im Westen einen Anschluss an den U.S. Highway 43 herstellt. Außerdem befindet sich hier der nördliche Endpunkt der Alabama State Route 47, die bei Monroeville in den U.S. Highway 84 mündet.
Etwa 32 Kilometer östlich des Ortes befindet sich der Mac Crenshaw Memorial Airport.